# Saint-Blaise-la-Roche
Saint-Blaise-la-Roche [sɛ̃ blɛz la ʁɔʃ] (deutsch Sankt Blaise; älter auch Helmsgereut; 1915–1918 und 1940–1944 Heiligblasien) ist eine französische Gemeinde mit 246 Einwohnern (Stand 1. Januar 2021) im Breuschtal (französisch Vallée de la Bruche) im Département Bas-Rhin in der Region Grand Est (bis 2015 Elsass).

## Geschichte
In einem Text aus dem 13. Jahrhundert ist dieselbe Örtlichkeit unter dem Namen „Hiltwigsgerüte“ enthalten. Die Siedlung gehörte den Herren des Ban de la Roche, die der Familie von Rathsamshausen angehörten. Auch die Grafen von Andlau hielten dort Besitztümer, was zu Konflikten zwischen den beiden Familien führte. Des Weiteren war das Dorf im Besitz des Bistums Straßburg, den Herren vom Val de Villé und den Baronen von Bollwiller. Dann ging Saint-Blaise-la-Roche erneut an die Grafen von Andlau über, die es bis zur Französischen Revolution hielten. Anschließend wurde das Dorf dem Département Vosges zugeordnet. 1871 kam es zum Bezirk Unterelsaß, als das Elsass vom Deutschen Reich unter Kaiser Wilhelm I. annektiert wurde. Während des Ersten Weltkriegs war es Ausgangspunkt der 25,7 Kilometer langen Hantzbahn. 1919 ging es durch den Versailler Vertrag wieder an Frankreich (Département Bas-Rhin) über.

## Lage
Das Dorf befindet sich im Bereich der Vogesen, etwa 35 Kilometer südwestlich von Molsheim.

## Bevölkerungsentwicklung
| Jahr      | 1962 | 1968 | 1975 | 1982 | 1990 | 1999 | 2007 | 2013 |
| Einwohner | 243  | 270  | 236  | 245  | 260  | 252  | 228  | 241  |

## Verkehr
Saint-Blaise-la-Roche hat einen Bahnhof an der Bahnstrecke Strasbourg–Saint-Dié und wird im Regionalverkehr von Zügen des TER Grand Est bedient.

## Wappen
Beschreibung: Gespalten in rotgebordetem Silber mit grünem Balken und Gold mit rotem durchgehendem gemeinem Kreuz.

## Bauwerke
- Kirche Saint-Blaise
- Eisenbahnbrücke über die Breusch auf der östlichen Seite
- Bahnhof

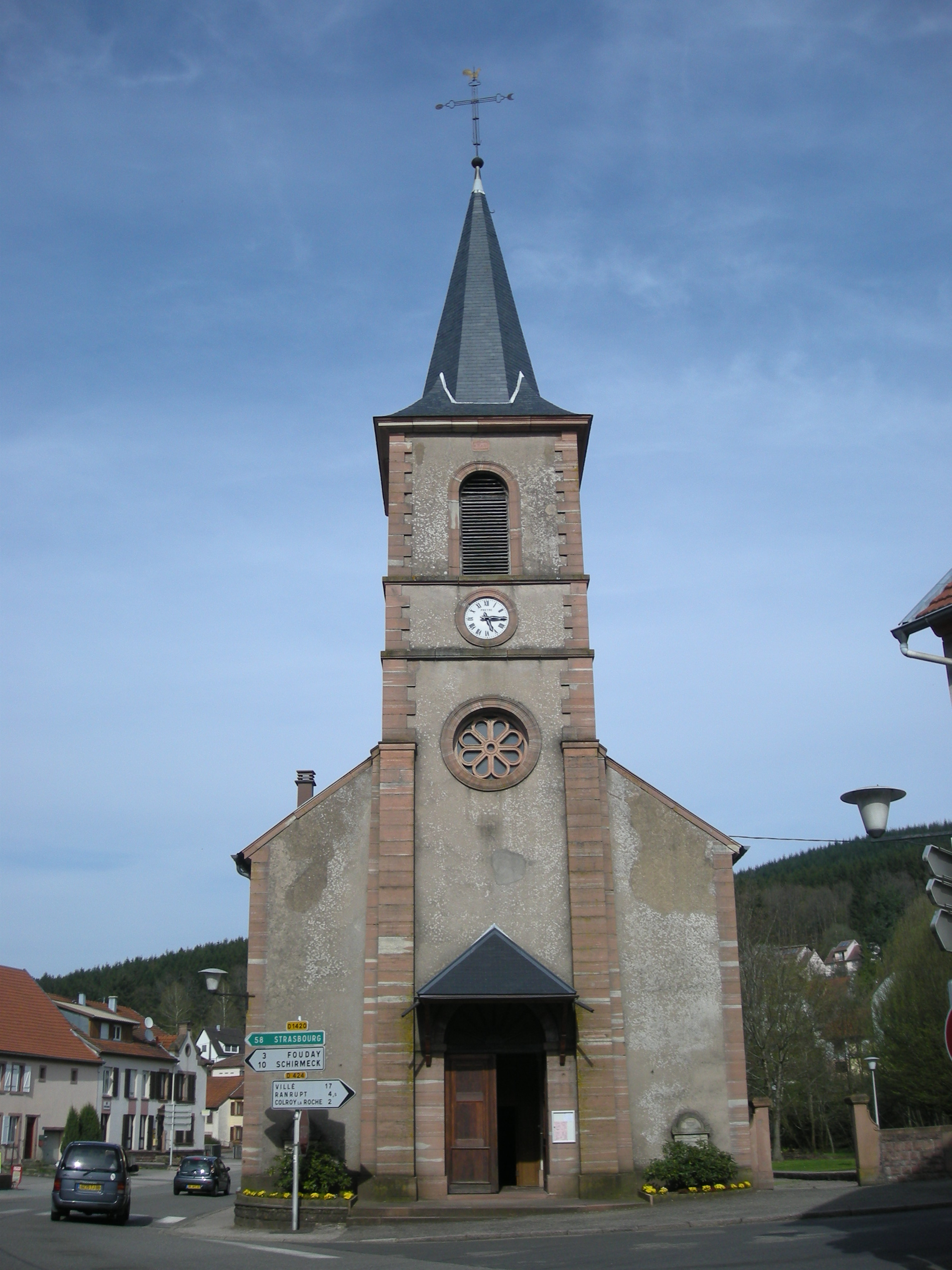
Kirche St. Blasius
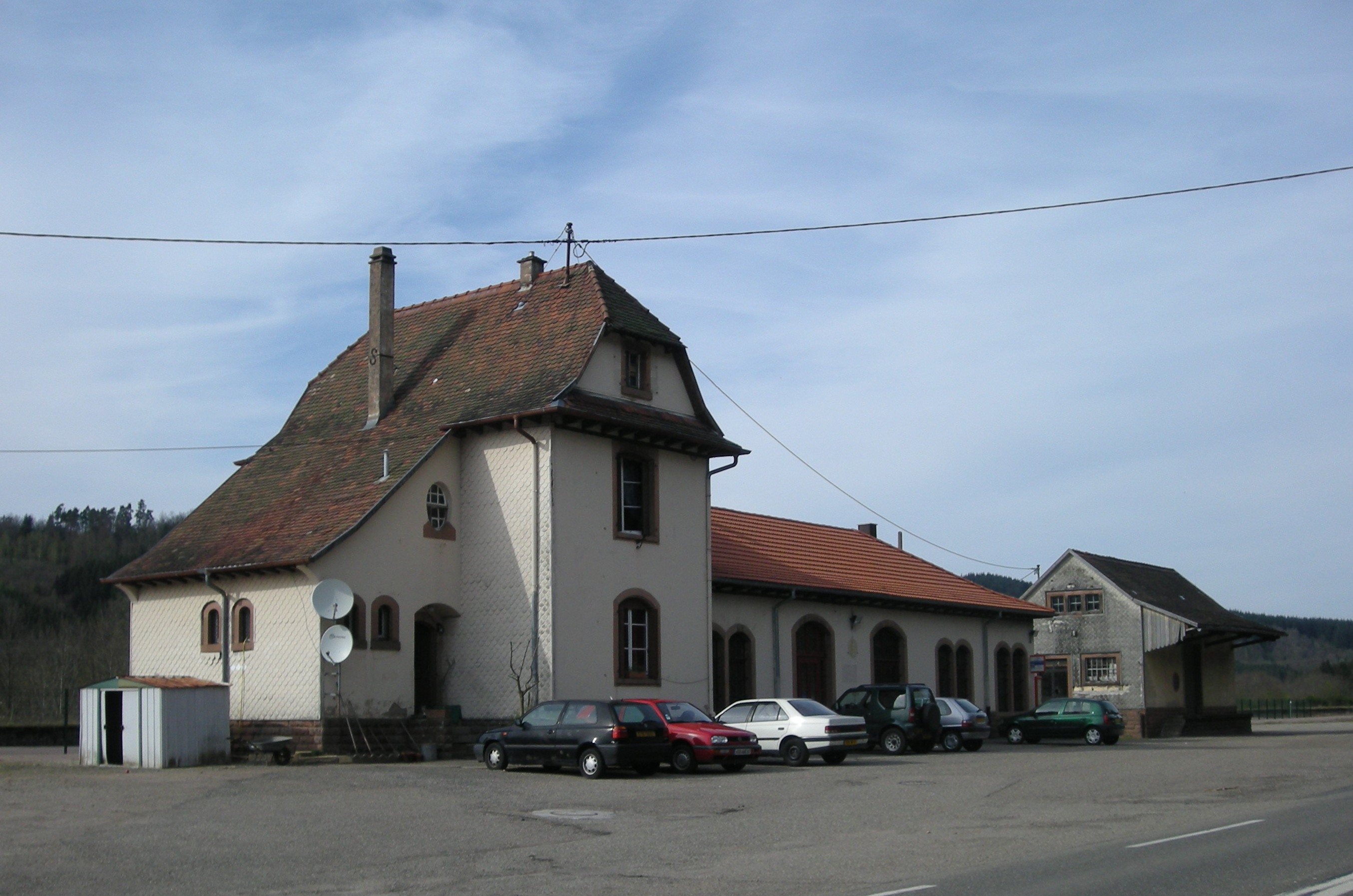
Bahnhof Saint-Blaise